# Onthophagus violaceotinctus
Onthophagus violaceotinctus là một loài bọ cánh cứng trong họ Bọ hung (Scarabaeidae).